# Primera
Primera – miasto w Stanach Zjednoczonych, w stanie Teksas, w hrabstwie Cameron.